# Héctor Ferrer
Héctor J. Ferrer Ríos (San Juan, 27 de março de 1970 — San Juan, 5 de novembro de 2018) foi um político e advogado democrata porto-riquenho. Foi legislador na Câmara dos Deputados de Porto Rico de 2001 a 2012 por três mandatos consecutivos. Foi o presidente do Partido Democrata Popular de Porto Rico (PPD) de 2017 a outubro de 2018. Ferrer nasceu em San Juan. 
Em setembro de 2015, Ferrer foi diagnosticado com câncer de esôfago. Morreu em San Juan em 5 de novembro de 2018 da doença aos 48 anos.